# Hector Rason
Hector Rason (Cleeve, 18 juni 1858 – Beckenham, 15 maart 1927) was de zevende premier van West-Australië.

## Vroege jaren
Rason werd geboren in 1858 in Engeland. Zijn vader was Cornthwaite Hector Rason, een geneesheer bij de Royal Navy. Zijn moeder heette Sarah Ann Linington. Rason liep school in Brighton en Reading alvorens als klerk bij de spoorwegen aan de slag te gaan.
In 1881 migreerde Rason naar West-Australië. Hij deed er, samen met C.E. Dempster, een winkel open in Newcastle nabij Toodyay. Hij keerde terug naar Engeland om er op 6 februari 1883 met Mary Evelina Terry te huwen.

## West-Australië
Rason keerde terug naar West-Australië en opende samen met zijn vrouw en schoonbroer een winkel in Guildford. In 1886/87 speculeerde hij tijdens de goldrush in de regio Kimberley. In 1892 gingen Rason en het bedrijf 'Webster & Co.' bankroet. Rason werd gedeeltelijk aansprakelijk gesteld. Zijn financiële moeilijkheden maakten een eind aan zijn politieke carrière als lid van het West-Australische hogerhuis, de 'Legislative Council', voor het kiesdistrict Swan in 1889/90.
Onverschrokken bleef Rason zich op de goldrushes storten. Tussen 1893 en 1895 was hij makelaar en veilingmeester in de mijnsector in Coolgardie, eerste secretaris van de 'Coolgardie Club' en stichtend lid van de 'National Liberal League'. In 1896 trok Rason naar Mount Magnet. Hij werd er in mei 1897, voor het kiesdistrict South Murchison, in het West-Australische lagerhuis, de 'Legislative Assembly' verkozen. Rason werd dat jaar ook burgemeester van Guildford. Zijn financiën waren nog steeds zorgwekkend. De regering van John Forrest kocht Rasons loyaliteit door hem aan te stellen als Alexander Forrests assistent whip.
Rason zat de koninklijke commissies over mijnen (1998), en later migratie, voor.
Vanaf 1901 zetelde Rason in het lagerhuis voor het kiesdistrict Guildford. In december dat jaar verliet hij met nog enkele anderen Forrests fractie en vervoegde de regering van George Leake. In juli 1902 werd Rason minister van openbare werken in de regering van Walter James. Hij kreeg er vervolgens de portefeuille spoorwegen bovenop. Rason werkte C.Y. O'Connors 500 kilometer lange pijpleiding voor drinkwater naar de goudvelden af en begon met de bouw van de rabbit-proof fence.
In april 1904 werd Rason minister van financiën. Nadat de regering James viel werd hij de leider van de oppositie tegen de Laborregering van Henry Daglish. De onervaren regering Daglish viel. Op 25 augustus 1905 werd Rason premier van West-Australië. Hij riep verkiezingen uit in oktober/november en won met een overweldigende meerderheid. Slechts 6 maanden later, op 7 mei 1906 diende hij zijn ontslag in wegens gezondheidsredenen. Sommige bronnen spreken over familiale perikelen en financiële problemen. Rason aanvaardde een post als afgevaardigde van West-Australië, 'agent-general', in Londen. Door zijn ontslag werd er gevreesd dat de stabiliteit, ontstaan na Rasons overweldigende verkiezingsoverwinning, terug zou omslaan in de instabiliteit die de voorgaande 5 jaren had gekenmerkt.
Rason was West-Australisch afgevaardigde in Londen van 1907 tot 1911. Hij werd er in 1909 geridderd. In 1912 werd hij wederom bankroet verklaard. Dat jaar overtuigde hij 'Bovril Australian Estates Ltd', in de verwachting dat het bedrijf een slachthuis in Wyndham zou openen, om enkele veestations in de regio Kimberly en het Noordelijk Territorium te kopen. Rason werd directeur bij 'Bovril Australian Estates Ltd'. Hij maakte in die hoedanigheid in 1915 een reis door de Kimberley. Rason bleef tot aan zijn dood bij 'Bovril Australian Estates Ltd' actief.

## Nalatenschap
Rason stierf op 15 maart 1927 in Engeland aan kanker. Hij liet een echtgenote, twee zonen en twee dochters na. Twee kinderen waren hem reeds in de dood voorgegaan.
- Australian Dictionary of Biography: rason-sir-cornthwaite-hector-8159
- Trove: 1478674